# Carataco
Carataco (Caratacus, Καράτακος, Caractacus, Caradawc) fue un caudillo de los catuvellani, hijo del rey Cunobelinus, y principal líder de la resistencia contra la invasión romana de Britania.

## Conquista romana de Britania
En la Britania previa a la invasión romana podían reconocerse tres áreas de influencia: el reino de los Brigantes al norte, las tribus de Gales al oeste y el área de hegemonía de los catuvellani.
En el 43  d. C. el emperador Claudio reemprendió la conquista romana de Britania, encargando el mando de cuatro legiones a Aulo Plaucio, con la excusa de reponer en el trono a Verica, un rey exiliado de los atrébates. La principal resistencia la opuso una confederación de las tribus de los catuvellani y los trinovantes, liderada por Carataco (Caradawc) y Togodumno, los hijos del rey de los catuvellani, Cunobelinus, que había muerto a los inicios del ataque. Ambos eran activos miembros del partido de los druidas, opuestos a la influencia romana.
La resistencia de guerrillas fue rápidamente superada y los britanos fueron vencidos en las batallas del Medway y del Támesis, tras lo que Plaucio consiguió tomar su capital, Camulodunum (actual Colchester)
Los once líderes del sudeste de Britania se rindieron a Claudio, entre ellos los de los atrébates, los icenos y la reina de los Brigantes Cartimandua. Togodumno fue muerto pero Carataco consiguió huir al oeste y se convirtió en líder de la resistencia, centrada en Gales.

## Resistencia en Gales
En el oeste Carataco logró sumar a las tribus de los Silures,  ordovices, demetae y deceangli.
En el año 47, el sucesor de Plaucio, Publius Ostorius Scapula, inició una campaña de flanco atacando a los deceangli del norte de Gales, pero debió suspenderla ante la rebelión de una facción de los brigantes contraria a la alianza con Roma. 
Carataco desde su base de operaciones en territorio de los silures avanzó profundamente en territorio romano, en dirección a Gloucestershire. Scapula los rechazó más allá del río Severn y trasladó la Legio XX Valeria Victrix estacionada en Camulodunum a Glevum (Gloucester) para guardar la frontera, mientras que hacía avanzar a la Legio II Augusta sobre el territorio de los silures.
Carataco se vio obligado a abandonar el sur de Gales y trasladarse al territorio de los ordovices, en el centro. Manteniendo la presión Scapula envió entonces a la Legio XIV Gemina en el 47/48 contra los cornovii y creó una nueva base en su capital, Viroconium. Eso le permitía operar en pinza desde el norte con la XIV y desde el sur con la II.
En el 50 Scapula avanzó finalmente sobre territorio de los ordovices y consiguió derrotar a la coalición en la batalla de Caer Caradoc. En la batalla los romanos capturaron a la esposa e hija de Carataco y posteriormente al hermano, que se rindió a los vencedores.

## Captura de Carataco
Carataco consiguió huir al norte, al territorio de los deceangli, pero fue perseguido y tras pasar por tierras de los cornovii pidió refugio en la corte de Cartimandua, la reina de los brigantes, pero esta lo entregó encadenado a los romanos, quienes premiaron la acción calificándola junto a su esposo Venutius como leal amiga y protegida de Roma.
Carataco fue llevado a Roma en cadenas junto a toda su familia y exhibido por Claudio durante su triunfo. Cuenta la leyenda que dada la dignidad que demostró ante el Senado, aún con su familia postrada a los pies del emperador y debido a su impresionante discurso, amenazando a los romanos a dormir junto a sus armas porque las iban a necesitar, llenó de admiración a Claudio y este lo perdonó. Sin embargo, en realidad Carataco suplicó por su vida y la de los suyos convenciendo a Claudio que tamaña muestra de magnanimidad conmovería a los britanos. El Senado consideró la victoria como una de los grandes triunfos de Roma y concedió a Scapula ornamentos triunfales.

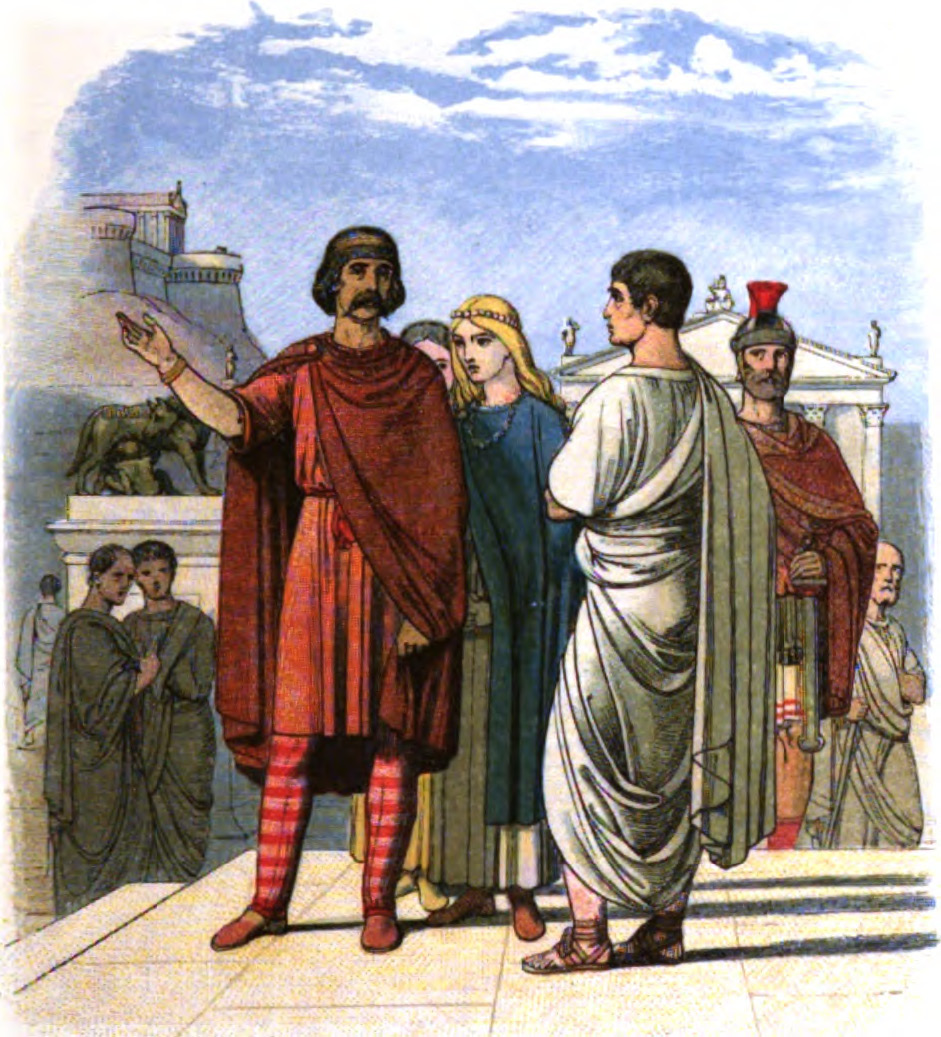
Carataco en Roma. James William Edmund Doyle (1864).

Liberado, Dion Casio afirma que impresionado por la ciudad se preguntó: ¿Cómo pueden ellos, teniendo tales posesiones, ambicionar nuestras pobres cabañas?